# 카시와기 유키노
카시와기 유키노(일본어: 柏木雪乃)는 1997년 1월 ~ 3월에 후지 TV 계열에서 방송된 드라마 《춤추는 대수사선》 및 그 극장판의 등장인물이다. 배우는 미즈노 미키.

## 프로필
- 전(前) 완간서 형사과 강력계・순사부장
- 1974년 6월 28일생. (생년월일은 미즈노 미키와 같다.) A형. (초기에는 B형이었다)
- 본적 :도쿄도
- 주소 : 미나토 구 오다이바
- 최종학력 : UCLA 중퇴
- 자격 : 실용영어기능검정 1급
- 특기 : 영어회화 (TOEIC 860점, 소림사권법 (※미즈노 본인은 초단이다.)
- 《용의자 무로이 신지》에서 마시타 마사요시 (배우: 유스케 산타마리아)와 결혼하게 되어, 마시타 유키노가 되었다.

## 인물
TV 시리즈 제1화에서는 살인사건 피해자의 딸(제1발견자)로서 등장, 충격으로 실어증을 앓게 되어 병원에 입원한 상태에서 무로이가 무리하게 취조를 진행하여 아오시마와 대립하게 되었다. 미국에서 유학하여 UCLA에서 공부를 하고 있었지만, 당시의 애인이 마약 파티에 데리고 가서 현지 경찰에 연행된 적이 있다. 그 뒤, 자퇴를 하고 귀국하였으나, 부친을 불의의 사건으로 잃게 되어 그 충격으로 실어증을 앓게 되었다. 그 뒤에도 옛 애인이 마약 밀수 혐의로 수배되는 통에 주요 참고인이 되는 등 힘든 일이 많았다. 하지만 자신에게 친절하게 대해주고 사건을 해결하는 데 큰 도움을 준 아오시마를 동경하여 경찰관이 되기로 한다. 애초에는 국가 공무원 시험을 볼 생각이었으나, 결국 경시청 순사채용시험에 응시한다. TV 시리즈 마지막에서는 경찰학교에 들어가 경찰학교의 사무원이 된 와쿠에게 경례 지도를 받는 장면에서 끝난다. 경찰학교 졸업 후에는 본인의 희망에 따라 완간서에 배속되어 교통과에서 근무하게 되어, 연말 특별 스페셜에서는 (일시적으로 교통과에 배속이 되었던) 아오시마와 함께 주차 단속에 나가기도 했다. 그 뒤, THE MOVIE에서는 「외국인 피의자를 통역할 사람이 부족하다」는 이유로 교통과에서 형사과로 이동하게 되어, 결국 아오시마와 같은 형사가 되었다.
한국이나 홍콩에서 해외 연수를 받거나 통역 센터에 배속되기도 하고, 어학 실력을 살려 우수한 형사로 성장할 것으로 예상되었으나, THE MOVIE에서는 엽기살인범을 이끌어 내기 위한 미끼가 되거나, 폭탄이 들어있는 봉투를 들고 바다에 뛰어드는(설정만 존재하는 THE MOVIE와 THE MOVIE 2사이에 있었던 사건이다. THE MOVIE 2의 엔딩 크레딧에 그 장면이 잠깐 비친다.)등 시리즈가 진행될 수록 '여자 아오시마'가 되어가고 있다.
오랜 기간 동안 마시타 마사요시가 연모의 마음을 표하지만, 아오시마에 대한 동경심도 있었기에 계속 거절해왔다. 《교섭인 마시타 마사요시》(이야기 설정상 2004년 12월)에서는 마시타와 데이트 약속으로 인해 사건에 휘말려 생명을 위협받지만, 마시타의 활약으로 아무 일이 일어나지 않았다.
《용의자 무로이 신지》에서 구류되어 있는 무로이 신지 관리관을 면회한 쓰리아미고스에게서 마시타와의 결혼식이 다음 달에 있음이 밝혀졌다.
현재는 마시타와 결혼하여 출산휴가중이다. THE MOVIE3에서는 등장하지 않지만, 두 자녀의 엄마가 되었다는 언급이 있다.

## 같이 보기
- 춤추는 대수사선
- 춤추는 대수사선 등장인물
- 마시타 마사요시